# Poliśke (hromada Uszomierz)
Poliśke (ukr. Поліське, hist. pol. Mohilno) – wieś na Ukrainie, w obwodzie żytomierskim, w rejonie korosteńskim, w hromadzie Uszomierz. W 2001 liczyła 884 mieszkańców, spośród których 859 wskazało jako ojczysty język ukraiński, 23 rosyjski, 1 mołdawski, a 1 inny.

## Urodzeni
- Filipp Żmaczenko